# Ермантраут Едуард Рудольфович
Ермантраут Едуард Рудольфович (16 лютого 1937 року — 6 вересня 2023 року) — український вчений-агроном, доктор сільськогосподарських наук, професор.

## Життєпис
Едуард Рудольфович народився 16 лютого 1937 року в с. Олексіївка Олексіївського району Харківської області.
У 1959 році закінчив Харківський сільськогосподарський інститут.
З 1959 по 1963 роки працював агрономом колгоспу «Шлях до комунізму» Олексіївського району Харківської області.
З 1963 по 1966 роки аспірантура при кафедрі рослинництва Харківського сільськогосподарського інституту.
З 1966 по 1968 роки завідувач відділу кормовиробництва Івано-Франківської обласної сільськогосподарської дослідної станції.
У 1967 році захистив кандидатську дисертацію.
У 1969 році заступник директора з наукової роботи Тернопільської сільськогосподарської дослідної станції.
У 1969 році старший викладач кафедри загального землеробства Кам'янець-Подільського сільськогосподарського інституту; працював на посадах доцента (1974-1994), професора і завідувача кафедри кормовиробництва (1994-1995).
У 1994 році захистив докторську дисертацію.
З 1995 року завідувач лабораторією математичних методів досліджень Інституту біоенергетичних культур і цукрових буряків НААН, і за сумісництвом професором кафедри загального землеробства Національного аграрного університету.

## Наукові праці
Едуард Рудольфович плідно працював в галузі методики дослідної справи. Ним видано методичні розроблення для планування експерименту, ведення електронних обліків і спостережень, аналізу та інтеграції результатів наукових досліджень у селекції та рослинництві, розроблено сучасні прикладні програми складання оптимальної структури експерименту та статистичного аналізу результатів дослідження для персонального комп'ютера. Зробив агробіологічні обґрунтування прийомів підвищення врожайності та поліпшення якості кормових культур у господарських зонах Лісостепу України.
Напрямки наукової діяльності: рослинництво, технічні культури, біоенергетичні культури, методика дослідної справи.
Основні праці:
- Українська інтенсивна технологія вирощування цукрових буряків. Київ, 1998 (співавтор);
- Методика і техніка проведення робіт в селекційній сівозміні. Київ, 2000 (співавтор);
- Тенденції розвитку ріпаківництва в світі та Україні. Корми і кормовиробництво: Міжвідомчий тематичний науковий збірник. В., 2003. Вип. 51;
- Адаптивні системи землеробства: навчальний посібник. Київ, 2007;
- Біологічна активність ґрунту і продуктивність цукрових буряків. Вісник Харківського аграрного університету. Серія: Рослинництво, селекція і насінництво. 2008. № 5. (співавтор).